# Schoenus asperocarpus
Schoenus asperocarpus är en halvgräsart som beskrevs av Ferdinand von Mueller. Schoenus asperocarpus ingår i släktet axagssläktet, och familjen halvgräs. Inga underarter finns listade i Catalogue of Life.